# Copa do Mundo de Futebol Feminino Sub-17 de 2014
A Copa do Mundo de Futebol Feminino Sub-17 de 2014 foi a quarta edição do evento organizado pela Federação Internacional de Futebol (FIFA), realizada na Costa Rica entre 15 de março e 4 de abril.
O Japão venceu a Espanha na final por 2–0 e conquistou seu primeiro título na categoria.

## Seleções qualificadas
Dezesseis seleções participaram do torneio, divididas por todas as federações afiliadas à FIFA, com vagas distribuídas da seguinte maneira:
| Confederação                                  | Torneio de qualificação                 | Qualificada (s)             |
| --------------------------------------------- | --------------------------------------- | --------------------------- |
| AFC (Ásia)                                    | Campeonato Asiático Sub-16 de 2013      | Japão Coreia do Norte China |
| CAF (África)                                  | Campeonato Africano Sub-17 de 2013      | Nigéria Gana Zâmbia         |
| CONCACAF (América do Norte, Central e Caribe) | Campeonato da CONCACAF Sub-17 de 2013   | México Canadá               |
| CONMEBOL (América do Sul)                     | Campeonato Sul-Americano Sub-17 de 2013 | Venezuela Colômbia Paraguai |
| OFC (Oceania)                                 | Indicado pela OFC (torneio cancelado)   | Nova Zelândia               |
| UEFA (Europa)                                 | Campeonato Europeu Sub-17 de 2014       | Alemanha Espanha Itália     |
| País-sede                                     | País-sede                               | Costa Rica                  |

## Cidades e estádios
Quatro estádios na Costa Rica foram selecionados para os jogos do mundial feminino sub-17.
| Alajuela                                         | San José Alajuela Tibás Liberia | Liberia                                             |
| ------------------------------------------------ | ------------------------------- | --------------------------------------------------- |
| Estádio Alejandro Morera Soto Capacidade: 16 625 | San José Alajuela Tibás Liberia | Estádio Edgardo Baltodano Briceño Capacidade: 4 300 |
| Estádio Alejandro Morera Soto                    | San José Alajuela Tibás Liberia | Estádio Edgardo Baltodano Briceño                   |
| San José                                         | San José Alajuela Tibás Liberia | Tibás                                               |
| Estádio Nacional Capacidade: 34 453              | San José Alajuela Tibás Liberia | Estádio Ricardo Saprissa Aymá Capacidade: 21 704    |
| Estádio Nacional                                 | San José Alajuela Tibás Liberia | Estádio Ricardo Saprissa Aymá                       |

## Arbitragem
As seguintes árbitras foram designadas para o torneio:
| Árbitro                       | Assistentes                                  |     |
| AFC                           | AFC                                          | AFC |
| ----------------------------- | -------------------------------------------- | --- |
| JPN Fusako Kajiyama           | MAS Widiya Shamsuri JPN Emi Chiba            |     |
| THA Pannipar Kamnueng         | KOR Kim Kyoung-Min KOR Lee Seul-Gi           |     |
| SIN Abirami Apbai Naidu[RES]  |                                              |     |
| CONCACAF                      |                                              |     |
| SLV Mirian León               | SLV Emperatriz Ayala CRC Kimberly Moreira    |     |
| JAM Cardella Samuels          | JAM Princess Brown JAM Stacy-Ann Greyson     |     |
| MEX Lucila Venegas            | MEX Enedina Caudillo MEX Lixy Enríquez       |     |
| CRC Marianela Araya Cruz[RES] |                                              |     |
| CONMEBOL                      |                                              |     |
| BRA Ana Karina Alves          | BRA Katiúscia Mendonça URU Luciana Mascaraña |     |
| PER Silvia Reyes              | PAR Rossana Salinas PAR Nadia Weiler         |     |
| CHI María Belén Carvajal[RES] |                                              |     |

| Árbitro                 | Assistentes                                    |
| CAF                     | CAF                                            |
| ----------------------- | ---------------------------------------------- |
| TOG Aïssata Amegee      | TOG Ayawa Dzodope MAD Lidwine Rakotozafinoro   |
| ZAM Gladys Lengwe[RES]  |                                                |
| OFC                     |                                                |
| NZL Anna-Marie Keighley | TGA Lata Kaumatule                             |
| UEFA                    |                                                |
| CZE Jana Adámková       | CZE Lucie Ratajová SVK Mária Súkeníková        |
| HUN Katalin Kulcsár     | HUN Judit Kulcsár CYP Angela Kyriakou          |
| SWE Pernilla Larsson    | CRO Lada Rojc CRO Sanja Rođak Karšić           |
| UKR Kateryna Monzul     | ENG Sian Massey ESP Yolanda Parga Rodríguez    |
| ITA Carina Vitulano     | GRE Ourania Foskolou GRE Panagiota Koutsoumpou |

- RES. ^ Árbitra reserva

## Fase de grupos
As 16 equipes classificadas foram divididas em quatro grupos de quatro equipes cada. Todas se enfrentaram dentro dos grupos, num total de três partidas. A vencedora e a segunda colocada de cada grupo avançaram as quartas de final. O sorteio que determinou a composição dos grupos foi realizado em 17 de dezembro de 2013 no Antigua Aduana, em San José.
|  | Equipes classificadas às quartas de final |
|  | Equipes eliminadas                        |

Todas as partidas seguem o fuso horário local (UTC−6).

### Grupo A
| Seleção    | P | J | V | E | D | GP | GC | SG |
| ---------- | - | - | - | - | - | -- | -- | -- |
| Venezuela  | 9 | 3 | 3 | 0 | 0 | 8  | 0  | +8 |
| Itália     | 6 | 3 | 2 | 0 | 1 | 3  | 1  | +2 |
| Zâmbia     | 3 | 3 | 1 | 0 | 2 | 2  | 7  | –5 |
| Costa Rica | 0 | 3 | 0 | 0 | 3 | 1  | 6  | –5 |

| 15 de março | Itália             | 2 – 0     | Zâmbia | Estádio Nacional, San José                  |
| 17:00       | Serturini 41', 53' | Relatório |        | Público: 34 453 Árbitro: MEX Lucila Venegas |

| 15 de março | Costa Rica | 0 – 3     | Venezuela                         | Estádio Nacional, San José                    |
| 20:00       |            | Relatório | Castellanos 49', 52' · Moreno 88' | Público: 34 453 Árbitro: SWE Pernilla Larsson |

| 18 de março | Venezuela                              | 4 – 0     | Zâmbia | Estádio Nacional, San José                 |
| 17:00       | Castellanos 14' · García 47', 59', 86' | Relatório |        | Público: 25 624 Árbitro: CZE Jana Adámková |

| 18 de março | Costa Rica | 0 – 1     | Itália        | Estádio Nacional, San José                |
| 20:00       |            | Relatório | Marinelli 19' | Público: 25 624 Árbitro: PER Silvia Reyes |

| 22 de março | Zâmbia                       | 2 – 1     | Costa Rica | Estádio Ricardo Saprissa Aymá, Tibás            |
| 20:00       | Chanda 8' · Araya 69' (g.c.) | Relatório | Varela 3'  | Público: 9 658 Árbitro: NZL Anna-Marie Keighley |

| 22 de março | Venezuela       | 1 – 0     | Itália | Estádio Alejandro Morera Soto, Alajuela      |
| 20:00       | Castellanos 46' | Relatório |        | Público: 5 863 Árbitro: JAM Cardella Samuels |

### Grupo B
| Seleção         | P | J | V | E | D | GP | GC | SG |
| --------------- | - | - | - | - | - | -- | -- | -- |
| Gana            | 6 | 3 | 2 | 0 | 1 | 4  | 2  | +2 |
| Canadá          | 5 | 3 | 1 | 2 | 0 | 5  | 4  | +1 |
| Coreia do Norte | 4 | 3 | 1 | 1 | 1 | 5  | 6  | –1 |
| Alemanha        | 1 | 3 | 0 | 1 | 2 | 5  | 7  | –2 |

| 15 de março | Gana                          | 2 – 0     | Coreia do Norte | Estádio Edgardo Baltodano Briceño, Liberia  |
| 17:00       | Ayieyam 16' · Owusu Ansah 50' | Relatório |                 | Público: 2 910 Árbitro: HUN Katalin Kulcsár |

| 15 de março | Alemanha                    | 2 – 2     | Canadá                     | Estádio Edgardo Baltodano Briceño, Liberia   |
| 20:00       | Ehegötz 65' · Fellhauer 68' | Relatório | Fleming 3' · Levasseur 44' | Público: 2 910 Árbitro: BRA Ana Karina Alves |

| 18 de março | Gana        | 1 – 0     | Alemanha | Estádio Edgardo Baltodano Briceño, Liberia    |
| 17:00       | Amfobea 43' | Relatório |          | Público: 3 250 Árbitro: THA Pannipar Kamnueng |

| 18 de março | Coreia do Norte    | 1 – 1     | Canadá                  | Estádio Edgardo Baltodano Briceño, Liberia  |
| 20:00       | Sung Hyang-Sim 54' | Relatório | Kim Jong-Sim 86' (g.c.) | Público: 3 250 Árbitro: ITA Carina Vitulano |

| 22 de março | Canadá            | 2 – 1     | Gana            | Estádio Ricardo Saprissa Aymá, Tibás        |
| 17:00       | Levasseur 9', 40' | Relatório | Owusu Ansah 72' | Público: 9 658 Árbitro: UKR Kateryna Monzul |

| 22 de março | Coreia do Norte                                                               | 4 – 3     | Alemanha                              | Estádio Alejandro Morera Soto, Alajuela    |
| 17:00       | Ju Hyo-Sim 30' · Sung Hyang-Sim 34' · Wi Jong-Sim 41' · Ri Ji-Hyang 61' (pen) | Relatório | Ehegötz 5' · Sehan 12' · Walkling 24' | Público: 5 863 Árbitro: MEX Lucila Venegas |

### Grupo C
| Seleção       | P | J | V | E | D | GP | GC | SG  |
| ------------- | - | - | - | - | - | -- | -- | --- |
| Japão         | 9 | 3 | 3 | 0 | 0 | 15 | 0  | +15 |
| Espanha       | 6 | 3 | 2 | 0 | 1 | 10 | 3  | +7  |
| Nova Zelândia | 1 | 3 | 0 | 1 | 2 | 1  | 7  | –6  |
| Paraguai      | 1 | 3 | 0 | 1 | 2 | 2  | 18 | –16 |

| 16 de março | Nova Zelândia | 1 – 1     | Paraguai    | Estádio Ricardo Saprissa Aymá, Tibás          |
| 11:00       | Cleverley 69' | Relatório | Barrios 84' | Público: 2 250 Árbitro: THA Pannipar Kamnueng |

| 16 de março | Espanha | 0 – 2     | Japão                        | Estádio Ricardo Saprissa Aymá, Tibás         |
| 14:00       |         | Relatório | Miyagawa 43' · Matsubara 51' | Público: 2 250 Árbitro: JAM Cardella Samuels |

| 19 de março | Nova Zelândia | 0 – 3     | Espanha                                 | Estádio Ricardo Saprissa Aymá, Tibás       |
| 17:00       |               | Relatório | Hernández 3' · Garrote 34' · García 67' | Público: 2 364 Árbitro: TOG Aïssata Amegee |

| 19 de março | Paraguai | 0 – 10    | Japão | Estádio Ricardo Saprissa Aymá, Tibás         |
| 20:00       |          | Relatório | Hasegawa 15' · Endo 22' · Miyagawa 36' · Ichise 47' · Hiratsuka 56' · Saihara 62' · Sugita 75', 85', 86' · Kono 90+2' (pen) | Público: 2 364 Árbitro: SWE Pernilla Larsson |

| 23 de março | Japão                                                | 3 – 0     | Nova Zelândia | Estádio Nacional, San José                   |
| 17:00       | Hasegawa 20' · Kobayashi 71' (pen) · Matsubara 90+3' | Relatório |               | Público: 5 100 Árbitro: BRA Ana Karina Alves |

| 23 de março | Paraguai  | 1 – 7     | Espanha                                                           | Estádio Edgardo Baltodano Briceño, Liberia |
| 17:00       | Godoy 25' | Relatório | Beltrán 4' · Falcón 11', 17' · García 64', 83' · Garrote 76', 79' | Público: 3 199 Árbitro: SLV Mirian León    |

### Grupo D
| Seleção  | P | J | V | E | D | GP | GC | SG |
| -------- | - | - | - | - | - | -- | -- | -- |
| Nigéria  | 9 | 3 | 3 | 0 | 0 | 7  | 2  | +5 |
| México   | 6 | 3 | 2 | 0 | 1 | 8  | 3  | +5 |
| China    | 3 | 3 | 1 | 0 | 2 | 4  | 7  | –3 |
| Colômbia | 0 | 3 | 0 | 0 | 3 | 2  | 9  | –7 |

| 16 de março | México                                               | 4 – 0     | Colômbia | Estádio Alejandro Morera Soto, Alajuela     |
| 14:00       | Salazar 1' · Crowther 4' · González 14' · Huerta 71' | Relatório |          | Público: 4 300 Árbitro: JPN Fusako Kajiyama |

| 16 de março | China         | 1 – 2     | Nigéria                | Estádio Alejandro Morera Soto, Alajuela     |
| 17:00       | Fan Yuqiu 64' | Relatório | Ajibade 21' · Kanu 63' | Público: 4 300 Árbitro: UKR Kateryna Monzul |

| 19 de março | México                                                    | 4 – 0     | China | Estádio Alejandro Morera Soto, Alajuela         |
| 17:00       | Bernal 30' (pen) · González 42' · Martínez 66' · Cruz 87' | Relatório |       | Público: 4 629 Árbitro: NZL Anna-Marie Keighley |

| 19 de março | Colômbia          | 1 – 2     | Nigéria               | Estádio Alejandro Morera Soto, Alajuela |
| 20:00       | Ang. Rodríguez 3' | Relatório | Bokiri 26' · Kanu 59' | Público: 4 629 Árbitro: SLV Mirian León |

| 23 de março | Nigéria                             | 3 – 0     | México | Estádio Nacional, San José               |
| 20:00       | Ajibade 12' · Kanu 16' · Yakubu 58' | Relatório |        | Público: 5 100 Árbitro: PER Silvia Reyes |

| 23 de março | Colômbia           | 1 – 3     | China                                              | Estádio Edgardo Baltodano Briceño, Liberia  |
| 20:00       | And. Rodríguez 60' | Relatório | Cui Yuhan 72' · Páez 75' (g.c.) · Chen Yudan 90+1' | Público: 3 199 Árbitro: HUN Katalin Kulcsár |

## Fase final
|  | Quartas de final       | Quartas de final      |                       |              | Semifinais     | Semifinais     |  |  | Final                 | Final |
|  |                        |                       |                       |              |                |                |  |  |                       |       |
|  | 27 de março – San José |                       |                       |              |                |                |  |  |                       |       |
|  |                        |                       |                       |              |                |                |  |  |                       |       |
|  | Venezuela              | 3                     |                       |              |                |                |  |  |                       |       |
|  | Venezuela              | 3                     | 31 de março – Liberia |              |                |                |  |  |                       |       |
|  | Canadá                 | 2                     |                       |              |                |                |  |  |                       |       |
|  | Canadá                 | 2                     | Venezuela             | 1            |                |                |  |  |                       |       |
|  | 27 de março – Liberia  |                       | Venezuela             | 1            |                |                |  |  |                       |       |
|  |                        | Japão                 | 4                     |              |                |                |  |  |                       |       |
|  | Japão                  | Japão                 | 4                     | 2            |                |                |  |  |                       |       |
|  | Japão                  |                       | 4 de abril – San José | 2            |                |                |  |  |                       |       |
|  | México                 | 0                     |                       |              |                |                |  |  |                       |       |
|  | México                 | 0                     | Japão                 | 2            |                |                |  |  |                       |       |
|  | 27 de março – San José |                       | Japão                 | 2            |                |                |  |  |                       |       |
|  |                        | Espanha               | 0                     |              |                |                |  |  |                       |       |
|  | Gana                   | Espanha               | 0                     | 2 (3)        |                |                |  |  |                       |       |
|  | Gana                   | 31 de março – Liberia |                       | 2 (3)        |                |                |  |  |                       |       |
|  | Itália (pen)           | 2 (4)                 |                       |              |                |                |  |  |                       |       |
|  | Itália (pen)           | 2 (4)                 | Itália                | 0            | Terceiro lugar | Terceiro lugar |  |  |                       |       |
|  | 27 de março – Liberia  |                       | Itália                | 0            | Terceiro lugar | Terceiro lugar |  |  |                       |       |
|  |                        | Espanha               | 2                     |              |                |                |  |  |                       |       |
|  | Nigéria                | Espanha               | 2                     | 0            | Venezuela      | 4 (0)          |  |  |                       |       |
|  | Nigéria                |                       |                       | 0            | Venezuela      | 4 (0)          |  |  |                       |       |
|  | Espanha                | 3                     |                       | Itália (pen) | 4 (2)          |                |  |  |                       |       |
|  | Espanha                | 3                     |                       |              | 4 (2)          |                |  |  |                       |       |
|  |                        |                       |                       |              |                |                |  |  | 4 de abril – San José |       |
|  |                        |                       |                       |              |                |                |  |  |                       |       |

### Quartas de final
| 27 de março | Venezuela                                  | 3 – 2     | Canadá                      | Estádio Nacional, San José                |
| 14:00       | Castellanos 6' · Zambrano 43' · García 62' | Relatório | Kinzner 19' · Levasseur 40' | Público: 1 812 Árbitro: CZE Jana Adámková |

| 27 de março | Gana                      | 2 – 2     | Itália                             | Estádio Nacional, San José                  |
| 17:00       | Ayieyam 4' · Abambila 90' | Relatório | Marinelli 8' · Giugliano 17' (pen) | Público: 1 812 Árbitro: JPN Fusako Kajiyama |

|                                        |       | Penalidades                                   |  |
| Ayieyam Kuzagbe Opoku Abambila Amfobea | 3 – 4 | Boattin Giugliano Simonetti Serturini Vergani |  |

| 27 de março | Japão                     | 2 – 0     | México | Estádio Edgardo Baltodano Briceño, Liberia  |
| 17:00       | Hasegawa 12' · Sugita 44' | Relatório |        | Público: 3 406 Árbitro: ITA Carina Vitulano |

| 27 de março | Nigéria | 0 – 3     | Espanha                              | Estádio Edgardo Baltodano Briceño, Liberia      |
| 20:00       |         | Relatório | Guijarro 14' (pen), 71' · García 58' | Público: 3 406 Árbitro: NZL Anna-Marie Keighley |

### Semifinal
| 31 de março | Venezuela         | 1 – 4     | Japão                                                      | Estádio Edgardo Baltodano Briceño, Liberia   |
| 17:00       | Castellanos 90+2' | Relatório | Nagano 13' · Ichise 33' · Kobayashi 52' · Sugita 63' (pen) | Público: 3 528 Árbitro: SWE Pernilla Larsson |

| 31 de março | Itália | 0 – 2     | Espanha                                | Estádio Edgardo Baltodano Briceño, Liberia |
| 20:00       |        | Relatório | Hernández 48' (pen) · García 81' (pen) | Público: 3 528 Árbitro: CZE Jana Adámková  |

### Disputa pelo 3º lugar
| 4 de abril | Venezuela                                       | 4 – 4     | Itália                                               | Estádio Nacional, San José                     |
| 14:00      | Marcano 45+2' · García 60', 68' · Luzardo 90+5' | Relatório | Bergamaschi 16' · Giugliano 55', 61' · Simonetti 79' | Público: 22 102 Árbitro: THA Pannipar Kamnueng |

|                              |       | Penalidades                 |  |
| Moreno Romero Rodríguez Goyo | 0 – 2 | Boattin Giugliano Simonetti |  |

### Final
| 4 de abril | Japão                 | 2 – 0     | Espanha | Estádio Nacional, San José                  |
| 17:00      | Nishida 5' · Kono 78' | Relatório |         | Público: 22 102 Árbitro: MEX Lucila Venegas |

## Premiações
| Copa do Mundo de Futebol Feminino Sub-17 de 2014 |
| Japão                                            |
| ------------------------------------------------ |
| JAPÃO Campeão (1º título)                        |

### Individuais
| Chuteira de Ouro                          | Bola de Ouro    | Luva de Ouro         | Fair Play |
| ----------------------------------------- | --------------- | -------------------- | --------- |
| VEN Deyna Castellanos VEN Gabriela García | JPN Hina Sugita | JPN Mamiko Matsumoto | Japão     |

## Artilharia
| 6 gols (2) - VEN Deyna Castellanos - VEN Gabriela García 5 gols (2) - ESP Nahikari García - JPN Hina Sugita 4 gols (1) - CAN Marie Levasseur 3 gols (4) - ESP Pilar Garrote - ITA Manuela Giugliano - JPN Yui Hasegawa - NGA Uchenna Kanu 2 gols (16) - ESP Andrea Falcón - ESP Patri Guijarro - ESP Sandra Hernández - GER Nina Ehegötz - GHA Jane Ayieyam - GHA Sandra Owusu Ansah - ITA Annamaria Serturini - ITA Gloria Marinelli - JPN Asato Miyagawa - JPN Fuka Kono - JPN Nana Ichise | 2 gols (continuação) - JPN Rikako Kobayashi - JPN Shiho Matsubara - MEX Janae González - NGA Rasheedat Ajibade - PRK Sung Hyang-Sim 1 gol (40) - CAN Jessie Fleming - CAN Sarah Kinzner - CHN Chen Yudan - CHN Cui Yuhan - CHN Fan Yuqiu - COL Andrea Rodríguez - COL Angie Rodríguez - CRC Sofía Varela - ESP Beatriz Beltrán - GER Jasmin Sehan - GER Kim Fellhauer - GER Ricarda Walkling - GHA Ernestina Abambila - GHA Gladys Amfobea - ITA Flaminia Simonetti - ITA Valentina Bergamaschi - JPN Fuka Nagano - JPN Maki Hiratsuka - JPN Meika Nishida | 1 gol (continuação) - JPN Mizuki Saihara - JPN Yu Endo - MEX Belén Cruz - MEX Cinthia Huerta - MEX Gabriela Martínez - MEX Jacqueline Crowther - MEX Rebeca Bernal - MEX Viridiana Salazar - NGA Aminat Yakubu - NGA Joy Bokiri - NZL Daisy Cleverley - PAR Fanny Godoy - PAR Sheryl Barrios - PRK Ju Hyo-Sim - PRK Ri Ji-Hyang - PRK Wi Jong-Sim - VEN Lourdes Moreno - VEN Sandra Luzardo - VEN Tahicelis Marcano - VEN Yosneidy Zambrano - ZAM Grace Chanda Gols-contra (3) - COL Sara Páez (para a China) - CRC María Araya (para a Zâmbia) - PRK Kim Jong-Sim (para o Canadá) |